# Chondrillidae
Chondrillidae là một họ động vật bọt biển trong bộ Chondrillida.

## Các chi
- Chondrilla
- Thymosia
- Thymosiopsis